# Биро, Розалия
Розалия Иболья Биро (рум. Rozália Biró; 13 мая 1965, Тыргу-Муреш, Румыния) — румынский политик, член Палаты депутатов Румынии (2016—2020 и с 2020), сенатор Румынии (2012—2016), президент женской организации Демократического союза венгров Румынии (с 2013), министр культуры Румынии (2014), экономист.

## Биография
С 1984 по 1989 год изучала экономику в Университете Бабеша — Бойяи в г. Клуж-Напока. После окончания университета работала учителем экономики и философии в Клуже. В 1997—1999 годах продолжила обучение менеджменту в бизнес-школе университета.
В 1990 году начала предпринимательскую деятельность, с 1992 по 1994 год работала экономистом компании Alexis Kft., с 1994 по 1995 год — управляющий директор TVS Kft., откуда перешла в Starfilm Kft в качестве управляющего директора до 1997 года. С 1998 по 2001 год была генеральным директором Sopftpartner Kft. До 2001 года занимала должность директора Snow Queen Kft.
В 2001—2012 году работала заместителем мэра Орадя, отвечала за экономико-финансовую, социальную деятельность и деятельность по управлению недвижимостью. В 2007 году была избрана председателем Совета представителей Демократического союза венгров Румынии.
В августе 2014 года ДСВР выдвинул её на пост заместителя премьер-министра и министра культуры в третьем правительстве премьера В. Понты.
Мать двоих детей.